# أولاد إسماعيل
قرية أولاد إسماعيل هي إحدى القرى التابعة لمركز المراغة بمحافظة سوهاج في جمهورية مصر العربية. حسب إحصاءات سنة 2006، بلغ إجمالي السكان في أولاد إسماعيل 21525 نسمة، منهم 11308 رجل و10217 امرأة.